# Медина, Хатерине
Хатерине Паола Медина Родригес (исп. Khaterinne Paola Medina Rodríguez, род. 31 октября 1992, Риоача) — колумбийская регбистка, замыкающий. Участница летних Олимпийских игр 2016 года.

## Биография
Хатерине Медина родилась 31 октября 1992 года в колумбийском городе Риоача.
Играла в регби за «Гуахиру» из Риоачи.
В 2016 году участвовала в розыгрыше этапа Мировой серии по регби-7 в Атланте, где колумбийки выступали единственный раз и заняли последнее, 14-е место.
В том же году вошла в состав женской сборной Колумбии по регби-7 на летних Олимпийских играх в Рио-де-Жанейро, занявшей 12-е место. Провела 5 матчей, набрала 5 очков в матче со сборной Кении.
В 2017 году завоевала золотую медаль Боливарианских игр в Санта-Марии.